# Universidad Nacional Experimental Rafael María Baralt
La Universidad Nacional Experimental Rafael María Baralt (UNERMB) es una universidad pública venezolana localizada en los estados Zulia, Falcón y Trujillo, fundada en 1982. Su sede principal se encuentra en Cabimas y sus extensiones en la Costa Oriental del Lago de Maracaibo, municipio San Francisco y Maracaibo. Cuenta con pregrado y posgrado (Licenciaturas, Ingenierías y el Programa Nacional de Formación PNF). Gran parte de su misión, es impulsar el desarrollo de la subregión COL, a través de la preparación de profesionales para la industria, asimismo colabora con las comunidades en su crecimiento cultural y social.
Está compuesta por 11 sedes académicas, donde imparte estudios en 3 grandes áreas como son ciencias administrativas, ciencias de la educación e ingeniería; así mismo, cuenta con varios programas de posgrado.

## Historia
La UNERMB se funda el 15 de marzo de 1982, como parte de la propuesta para cubrir la demanda de los estudiantes foráneos de la Costa Oriental del Lago, que en su mayoría tenían que trasladarse a la Universidad del Zulia (LUZ).

## Misión
La Universidad Nacional Experimental "Rafael María Baralt" es una institución con presencia en la región zuliana y estados circunvecinos, que a través de la docencia, investigación y extensión logra la transformación y desarrollo de la sociedad venezolana; por medio de procesos académicos y administrativos, basados en los principios de equidad, inclusión, justicia, respeto, cooperación, participación, calidad, pertinencia y formación integral; representando de esta manera la Universidad Social de Venezuela.

## Visión
Consolidar la transformación de valores individuales y sociales apoyados en un sistema educativo de calidad que garantice la accesibilidad del conocimiento para todos y todas, orientados al desarrollo científico, cultural y humanístico integral.

## Objetivos
General
Preservar y Desarrollar la Sociedad Venezolana, Latinoamericana y del Caribe a través de Programas Educativos que aprovechen y potencien el talento humano, garantizando la formación integral y liberadora de los hombres y mujeres, la generación del conocimiento pertinente, y la vinculación de la institución con la sociedad, según los lineamientos emanados de los organismos superiores.
Específicos
- Desarrollar programas educativos que conduzcan a la formación integral de un profesional suficientemente calificado para la creación de un modelo social productivo de acuerdo a las nuevas demandas de los pueblos.
- Generar y divulgar nuevos conocimientos pertinentes al desarrollo armónico, ético y sustentable de las sociedades y sus instituciones nacionales, internacionales, regionales y locales.
- Diseñar programas culturales, deportivos y de asesoría técnica que vinculen a la institución con la sociedad y a su vez contribuyan con su desarrollo.

## Ofertas académicas

### Pregrado

#### Programa Administración
- Licenciatura en administración mención aduana.
- Licenciatura en administración mención tributaria.
- Licenciatura en administración mención gerencia industrial.
- Programa nacional de formación en contaduría pública.

#### Programa Educación
- Licenciatura en educación mención educación integral.
- Licenciatura en educación mención matemática y física.
- Licenciatura en educación mención biología y química.
- Licenciatura en educación mención ciencias sociales (área Geografía, área Historia).
- Licenciatura en educación mención educación física y recreación.
- Licenciatura en educación mención orientación.
- Programa nacional de formación en educación especial.

#### Programa Ingeniería y Tecnología
- Ingeniería en mantenimiento mecánico.
- Ingeniería de gas.
- Programa nacional de formación de ingeniería en informática.
- Programa nacional de formación agroalimentación

## Postgrado
- Especialización en Producción de Cemento.
- Especialización en Metodología de la Investigación.
- Maestría en Administración de la Educación Básica.
- Maestría en Docencia para la Educación Superior.
- Maestría en Gerencia Financiera.
- Maestría en Gerencia de Recursos Humanos.
- Maestría en Didáctica de las Matemáticas.
- Maestría en Enseñanza de Ciencias Naturales.
- Maestría en Estrategias y Métodos Educativos
- Maestría en Estudios Geohistoricos-Culturales.
- Maestría en Educación en Patrimonio Cultural
- Maestría en Ingeniería de Procesos de Gas Natural.
- Maestría en Gerencia de la Innovación Tecnológica.
- Doctorado en Educación.
- Doctorado en Ciencias Sociales.
- Doctorado en Ciencias Administrativas.
- Postdoctorado en Filosofía Educativa: Nuestraamericana y Caribeña.
- Postdoctorado en Creatividad Educativa